# Revolución mundial

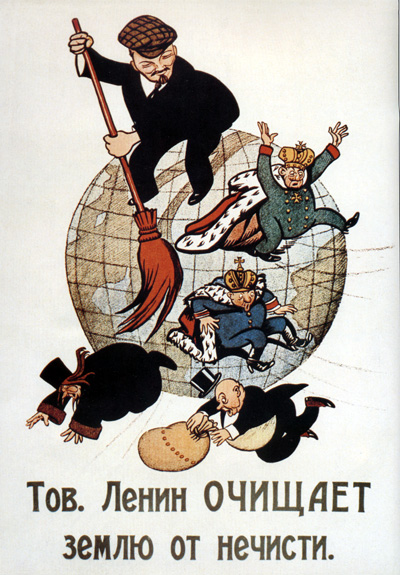
Póster soviético "El camarada Lenin barre la Tierra de escoria", noviembre de 1920, Víktor Deni

La revolución mundial hace referencia a la necesidad, subrayada por Vladímir Lenin, de que la revolución socialista sea global para ser duradera, ya que de lo contrario las dinámicas expansionistas del capitalismo y los problemas de la estructura social tensionada harán tarde o temprano caer el gobierno de los trabajadores. Para algunos, especialmente los trotskistas, la idea de esta necesidad se vio confirmada con la disolución de la Unión Soviética en 1991. 

## Historia
Tanto Lenin como Trotski creían en la necesidad de dirigir al socialismo hacia una revolución mundial. La diferencia fue que el segundo proponía un camino centrado en la participación obrera real, a diferencia del programa soviético que posteriormente demostró su ánimo de alejarse de la participación popular. En la Tercera Internacional ya quedaba plasmada esa necesidad, que de alguna manera Karl Marx había elaborado mediante su idea de dictadura del proletariado. Al año siguiente de la publicación de El imperialismo, fase superior del capitalismo (1916), Lenin comienza a proponer una teoría marxista del Estado capaz de alimentar estructuralmente el proyecto mundial del socialismo. En 1920 ya se tiene la idea lista de dos tesis centrales para resolver una expansión contra-liberal: la idea de imperialismo de manera dialéctica y la Tercera Internacional tenía tres puntos estratégicos para consolidar la avanzada socialista por el mundo:
- Sintetizar la experiencia de lucha obrera;
- Vinculación comunitaria que podría incluir "social-patriotismo";
- Ordenar las prácticas de todas las organizaciones proletarias y partidos socialistas/comunistas a nivel mundial.

En el cuarto congreso ya se completaría el "edificio" que permitiría la idea de los socialismos reales o socialismo de Estado. En esta ya se rompe totalmente con cualquier acercamiento con la socialdemocracia y se propone definitivamente un capitalismo de Estado desde el fin de la Segunda Guerra Mundial. En este espacio, contexto más elevado de la guerra fría, ni la revolución mundial de Lenin y menos la nunca bien mirada revolución permanente de Trotski fueron consideradas en Leonid Brézhnev. Este llevó a la URSS, piloto de esa revolución mundial, a una crisis de estancamiento e inflación que no pudo superar, a diferencia de los capitalistas liberales, porque el rígido programa de los socialismos gobernantes no contemplaba algo que Marx ya había advertido: el éxito del capitalismo está en su fracaso: las crisis cíclicas que le permiten reiventarse.
Sin embargo, las luchas sociales contra el neoliberalismo a fines de los 90 tienen el mérito de reposicionar la resistencia anticapitalista siendo las insurrecciones y desobediencias civiles en distintas regiones, materia prima para una reformulada revolución mundial del siglo XXI.